# Pristimantis colomai
Pristimantis colomai es una especie de anfibio anuro de la familia Craugastoridae.

## Distribución
Esta especie habita entre los 830 y 1 200 m sobre el nivel del mar en la Cordillera Occidental:
- en Ecuador en la provincia de Esmeraldas;
- en Colombia en el departamento de Nariño.[4]

## Descripción
Los machos miden de 16.5 a 17.8 mm.

## Etimología
Esta especie lleva el nombre en honor a Luis Aurelio Coloma.

## Publicación original
- Lynch & Duellman, 1997 : Frogs of the genus Eleutherodactylus (Leptodactylidae) in western Ecuador: systematics, ecology, and biogeography. Special Publication, Natural History Museum, University of Kansas, n.º 23, p. 1-236[5]